# تشابا كوزما
تشابا كوزما (بالمجرية: Kuzma Csaba)‏ (مواليد 20 نوفمبر 1954) هو ملاكم مجري، مثّل بلاده في الألعاب الأولمبية الصيفية 1980.

## المشاركة الأولمبية

### موسكو 1980
خرج تشابا من الدور الأول في منافسات الوزن الثقيل الخفيف بعد خسارته من الدنماركي مايكل مادسن.

## روابط خارجية
تشابا كوزما على موقع أوليمبيديا (الإنجليزية)